# James Brown
James Joseph Brown (sinh ngày 3 tháng 5 năm 1933, mất ngày 25 tháng 12 năm 2006) là ca sĩ, nhạc sĩ,diễn viên và vũ công người Mỹ. Ông được coi là "cha đẻ" của nhạc funk và là một trong những nghệ sĩ có ảnh hưởng nhất thế kỷ 20, và thường được gọi với biệt danh "Bố già nhạc soul". Suốt sự nghiệp kéo dài xuyên 6 thập kỷ, Brown là người có ảnh hưởng tới rất nhiều thể loại âm nhạc khác nhau.
Brown bắt đầu sự nghiệp trong vai trò ca sĩ nhạc phúc âm ở Toccoa, Georgia. Sau đó ông gia nhập nhóm R&B có tên Avons, sau này đổi tên thành The Flames với Brown là ca sĩ chính. Ông có được sự chú ý từ công chúng vào cuối thập niên 1950 khi là thành viên của nhóm The Famous Flames với các bản hit "Please, Please, Please" và "Try Me". Brown nhận được những lời ngợi khen với thành công cùng ban nhạc, đôi lúc còn được gọi là The James Brown Band hay James Brown Orchestra. Đỉnh cao của Brown tới vào thập niên 1960 với album trực tiếp là Live at the Apollo, theo kèm là các đĩa đơn đình đám như "Papa's Got a Brand New Bag", "I Got You (I Feel Good)" và "It's a Man's Man's Man's World". Cuối thập niên 1960, Brown chuyển từ nhạc blues và phúc âm sang phong cách "châu Phi" hơn, tạo tiền đề để khai sinh ra dòng nhạc funk. Ngay đầu thập niên 1970, Brown đã thành công với âm nhạc funk qua các sản phẩm cùng nhóm The J.B.'s như "Get Up (I Feel Like Being a) Sex Machine" và "The Payback". Brown cũng nổi tiếng với các ca khúc liên quan tới các vấn đề xã hội, trong đó có bản hit năm 1968 "Say It Loud – I'm Black and I'm Proud". Ông vẫn đi diễn cho tới những ngày cuối đời khi ông qua đời vào năm 2006 vì nhồi máu cơ tim.
Brown có tổng cộng 16 đĩa đơn quán quân tại bảnh xếp hạng R&B của Billboard. Brown cũng là người giữ kỷ lục nghệ sĩ có nhiều đĩa đơn không quán quân nhất nằm trong Billboard Hot 100. Ông cũng được vinh danh tại Đại sảnh Danh vọng Rock and Roll và Đại sảnh Danh vọng Nhạc sĩ. Trong bài phân tích của Joel Whitburn về bảng xếp hạng Billboard R&B giai đoạn 1942 tới 2010, Brown được xếp là nghệ sĩ số một trong danh sách Top 500. Ông được bình chọn là nghệ sĩ vĩ đại thứ 7 của mọi thời đại bởi độc giả tạp chí Rolling Stone vào năm 2004. Rolling Stone cũng thông tin rằng Brown là nghệ sĩ có nhiều giai điệu được tái sử dụng nhất lịch sử.